# Noriyuki Sakemoto
Noriyuki Sakemoto (酒本 憲幸 Sakemoto Noriyuki?), född 8 september 1984 i Wakayama prefektur, är en japansk fotbollsspelare.
Sakemoto började sin karriär 2003 i Cerezo Osaka. Han spelade 279 ligamatcher för klubben. Med Cerezo Osaka vann han japanska ligacupen 2017 och japanska cupen 2017. 2018 flyttade han till Kagoshima United FC.